# Charles Cutts
Charles Cutts (Portsmouth, 1769. január 31. – Lewinsville, 1846. január 25.) az Amerikai Egyesült Államok szenátora (New Hampshire, 1810–1813).